# Patti Davis

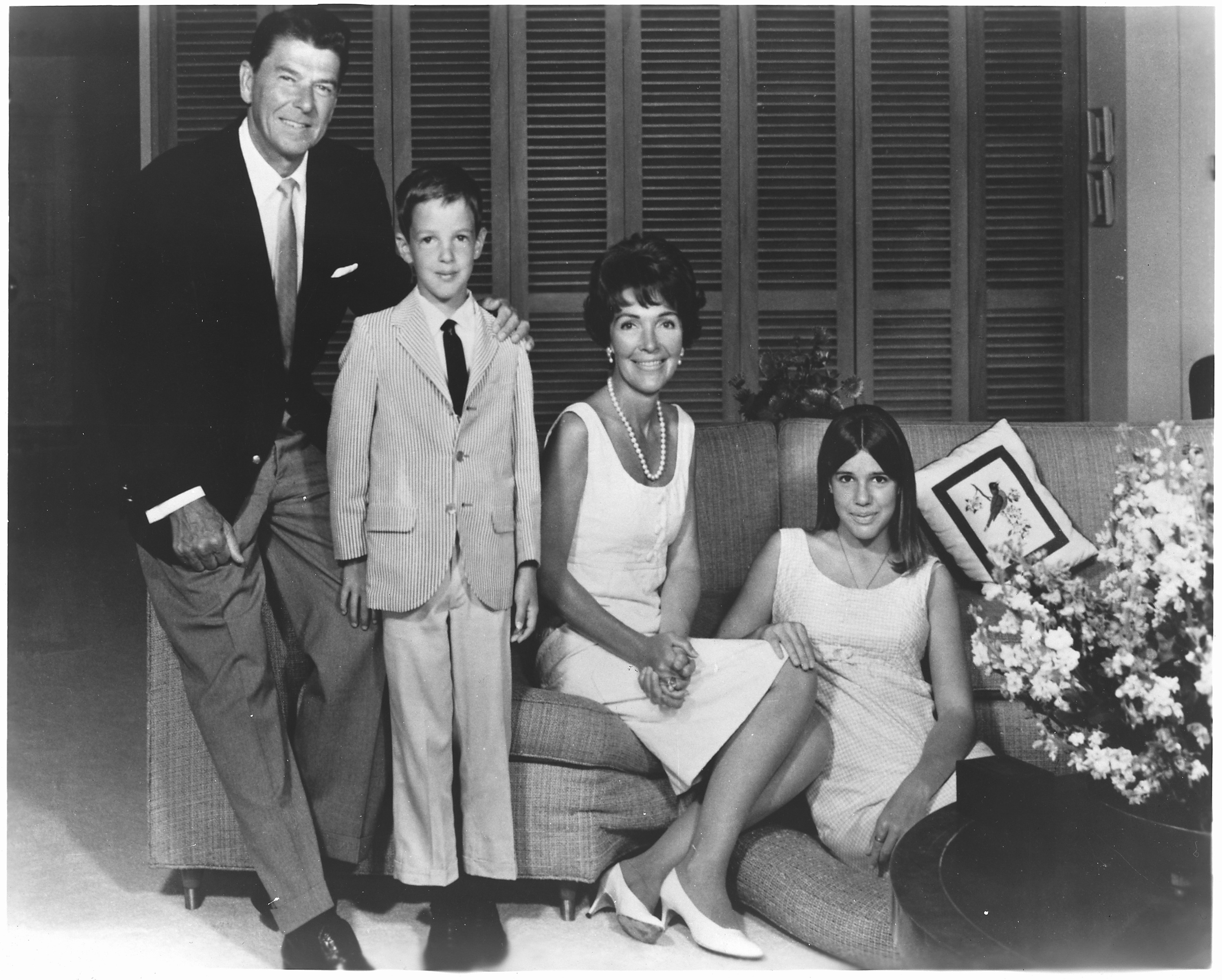
Die Familie Reagan, mit Sohn Ron und Tochter Patti Davis, 1967

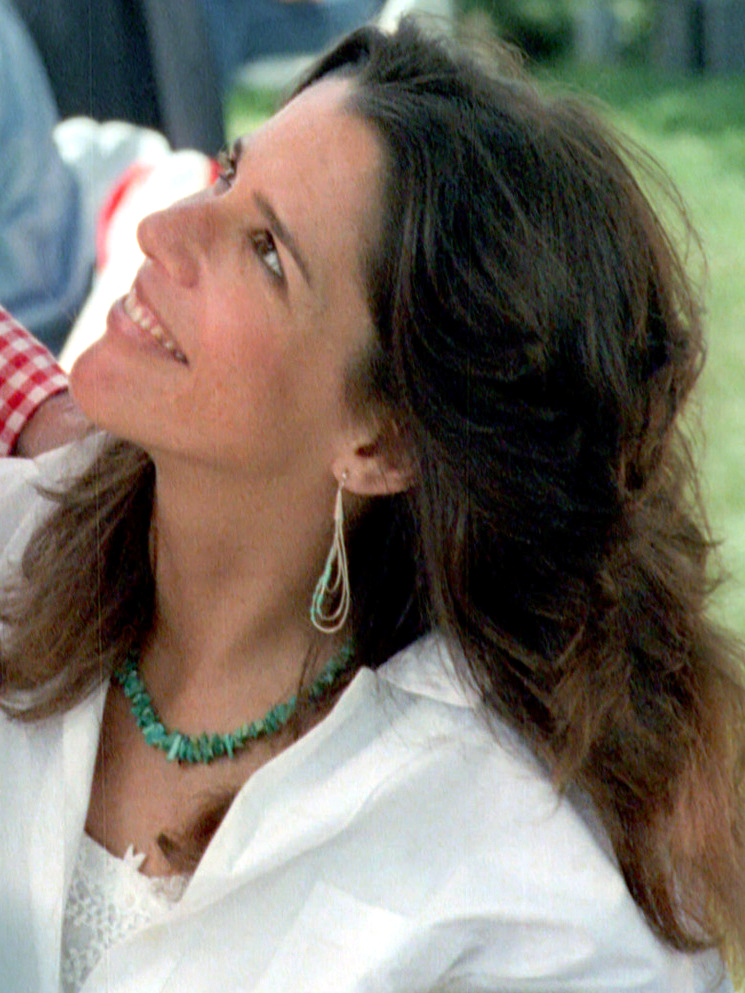
Patti Davis, 1983

Patricia Ann Reagan, meist abgekürzt Patti Davis (* 21. Oktober 1952 in Los Angeles) ist eine US-amerikanische Schauspielerin und Autorin.

## Leben
Davis ist die Tochter des ehemaligen Präsidenten der Vereinigten Staaten Ronald Reagan und der First Lady Nancy Reagan. Sie ist die ältere Schwester von  Ron Reagan und die Halbschwester von Maureen Reagan (1941–2001).
Als Schauspielerin sah man sie 1982 in der Fernsehserie Hart aber herzlich (Folge Falsch gemünzt) als Laura Hampel.
Politisch stand sie oft sehr im Gegensatz zu der Politik ihres Vaters und setzte sich für das Recht auf Abtreibung und gegen Nuklearwaffen ein. In ihren Büchern setzte sie sich kritisch mit ihrer Familie und ihrer Kindheit auseinander. Im Juli 1994 posierte sie nackt für die amerikanische Ausgabe des Playboy und 2011 für die US-amerikanische Modezeitschrift More.

## Bücher
- Home Front.  Crown, 1986.  ISBN 0517559528.  (quasi-novel)
- Deadfall.  Crown, 1989.  ISBN 0517574055.  (novel)
- A House of Secrets.  Carol, 1991.  ISBN 1559720824.  (quasi-novel)
- The Way I See It: An Autobiography.  Putnam, 1992.  ISBN 0-399-13748-3.
- Bondage.  Simon & Schuster, 1994.  ISBN 0-671-86953-1.  (novel)
- Angels Don't Die: My Father's Gift of Faith.  HarperCollins, 1995.  ISBN 0-06-017324-6.
- The Long Goodbye.  Knopf, 2004.  ISBN 0-679-45092-0.
- Two Cats and the Woman They Own.  Chronicle Books, 2006.  ISBN 0-8118-5166-4.
- The Lives Our Mothers Leave Us.  Hay House, 2009.  ISBN 1-401-92162-0.
- Till Human Voices Wake Us. CreateSpace, KDP, 2013.  ISBN 1-483-99004-4. (Novelle)
- The Blue Hour. CreateSpace, KDP, 2013. ISBN 1-492-14447-9. (Novelle)
- The Wit and Wisdom of Grace. Huqua Press, 2014. ISBN 0-983-81205-5.
- The Earth Breaks in Colors.  Huqua Press, 2014. ISBN 0-990-69664-2. (Novelle)